# Rainer Brus
Rainer Brus (frz. Renier Brus, in lateinischen Urkunden auch Rainerius de Bruso, Rainerius Brus, Rainerius Brusco, Reinerius Brusch, Ranerus Bruns; † nach 5. Februar 1138) war Herr von Banias als Vasall des Fürsten von Galiläa im Königreich Jerusalem.

## Leben
Rainer Brus erhielt die Herrschaft Banias um 1128 als erbliches Lehen, nachdem die Assassinen diese Herrschaft an König Balduin II. abgetreten hatten. Rainer hatte zuvor bereits die Herrschaft Assebebe inne, die mit Banias verschmolzen wurde.
Rainer war zweimal verheiratet. Seine erste Frau geriet um 1133 in muslimische Gefangenschaft, als Truppen aus Damaskus die Stadt Banias während einer Abwesenheit Rainers eroberten. Kurz nachdem sie 1135 wieder freigelassen worden war, ließ Rainer sie in ein Kloster eintreten, nachdem ihm berichtet worden war, dass sie während ihrer Gefangenschaft vergewaltigt worden war. Nach ihrem Tod heiratete er in zweiter Ehe Agnes von Bures, Tochter des Wilhelm I. von Bures, Fürst von Galiläa, die nach Rainers Tod Gerhard von Sidon heiratete.
In der Folgezeit gelang es den Kreuzfahrern um 1137/1138, Banias zurückzuerobern, woraufhin die Herrschaft Rainer zurückgegeben wurde. Er wurde zuletzt am 5. Februar 1138 urkundlich (als noch lebend) genannt.

## Familie
Aus erster Ehe hatte er eine Tochter, die Humfried II. von Toron heiratete, der Rainers Nachfolge in der Herrschaft Banias antrat.